# Филлипсит
Филлипси́т — минерал, каркасный силикат из группы цеолитов. Назван в честь английского минералога Дж. Филлипса. Как и большинство других цеолитов, имеет достаточно сложный химический состав.

## Свойства
Встречается в виде одиночных призматических кристаллов, а также их сростков, часто крестообразных. Образуется преимущественно в трещинах эффузивных пород из постмагматических термальных растворов, а также за счёт изменения палагонита в условиях медленного осадконакопления.
Чистый филлипсит бесцветен, но может быть окрашен примесями в светло-серые или желтовато-серые оттенки. Блеск стеклянный. Кристаллы филлипсита прозрачные, полупрозрачные или просвечивающие.

## Месторождения
Типичное местонахождение этого минерала — миндалины в базальтах, где его и обнаруживают иногда совместно с шабазитом. Встречается также в пустотах других изверженных пород и некоторых осадочных породах в виде одиночных призматических кристаллов, а также их сростков, часто крестообразных. Месторождения филлипсита находятся в Италии, Франции, США, Германии, Северной Ирландии, Тасмании, Исландии, а также на Кольском полуострове.